# Горобці
Горобці́ —  село в Україні, у Новосанжарській селищній громаді Полтавського району Полтавської області. Населення становить 133 осіб. До 2020 орган місцевого самоврядування — Малокобелячківська сільська рада.

## Географія
Село Горобці знаходиться на одному з витоків річки Великий Кобелячок, нижче за течією на відстані 0,5 км розташоване село Великий Кобелячок.

## Історія
12 червня 2020 року, відповідно до розпорядження Кабінету Міністрів України № 721-р «Про визначення адміністративних центрів та затвердження територій територіальних громад Полтавської області», село увійшло до складу Новосанжарської селищної громади.
19 липня 2020 року, в результаті адміністративно - територіальної реформи та ліквідації Новосанжарського району, село увійшло до складу новоутвореного Полтавського району Полтавської області.

## Галерея

Церква, двір біля церкви
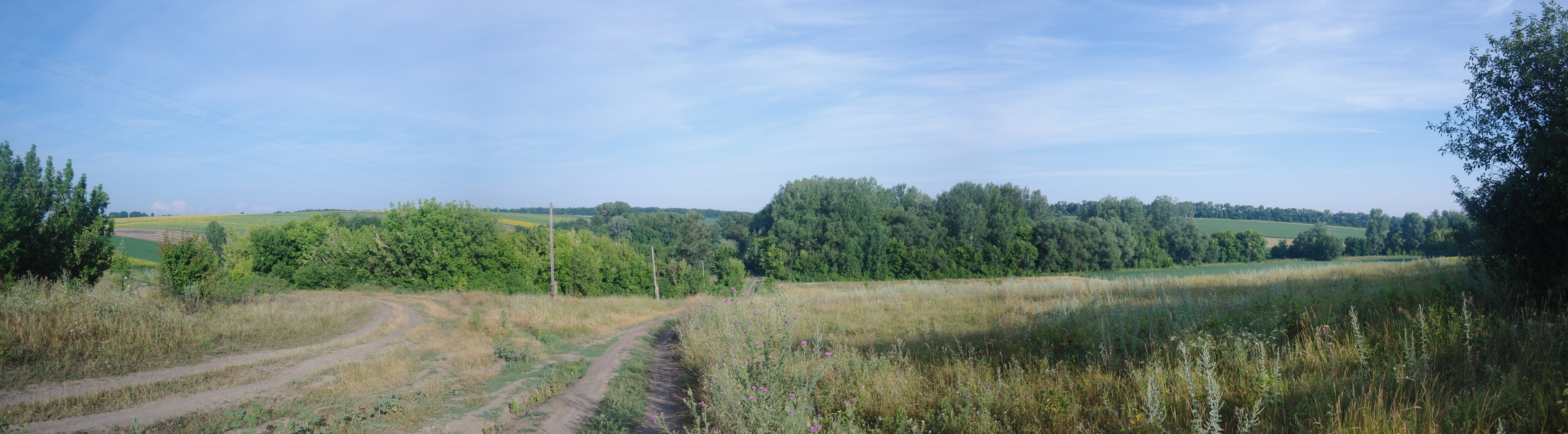
Північний в'їзд у село (зі сторони Стовбиної долини)
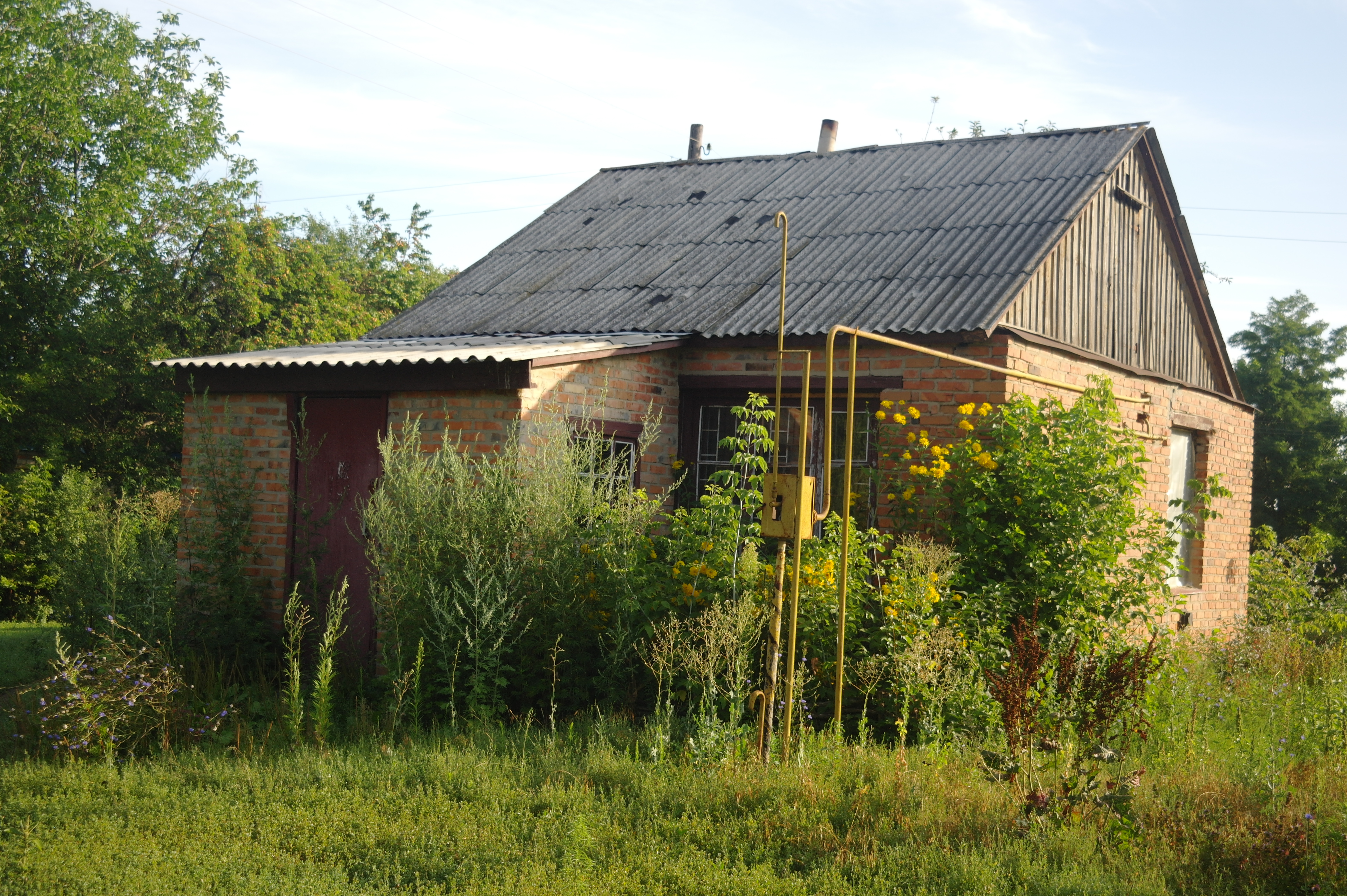
Пам'ятник учасникам Другої Світової Війни
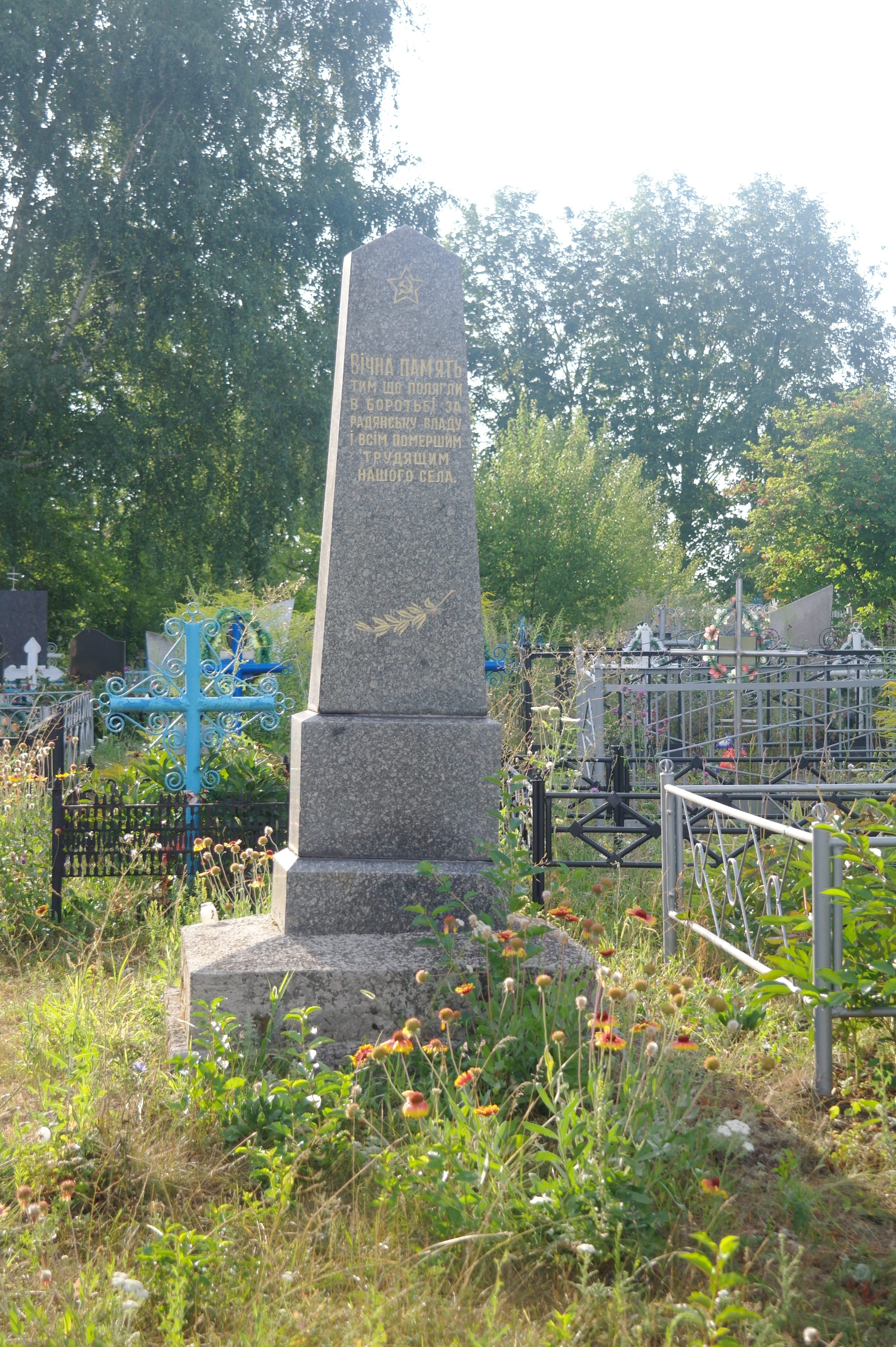
Пам'ятник вічної пам'яті загиблим у Другої Світової (на кладовищі)
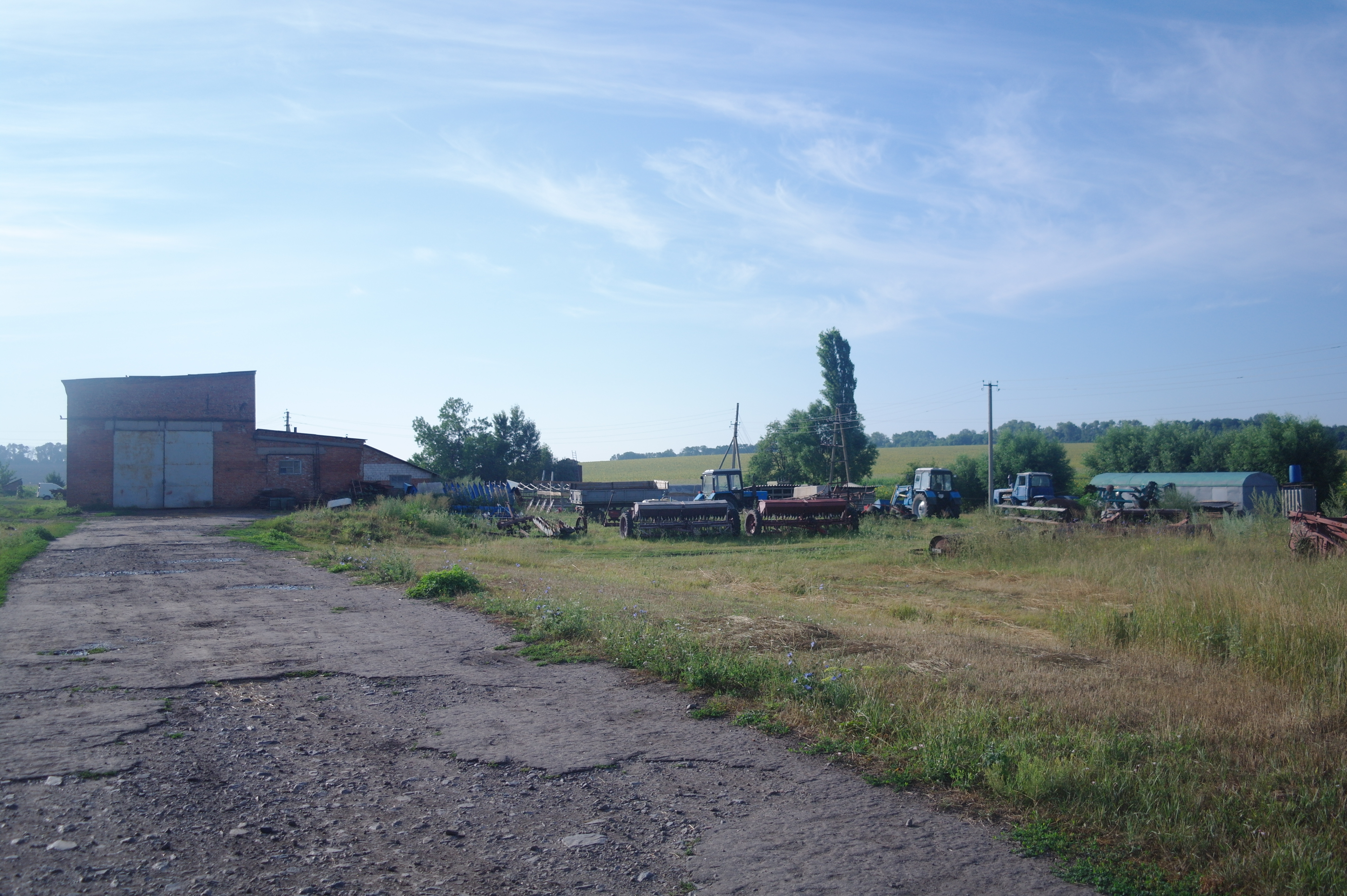
Приватне господарство
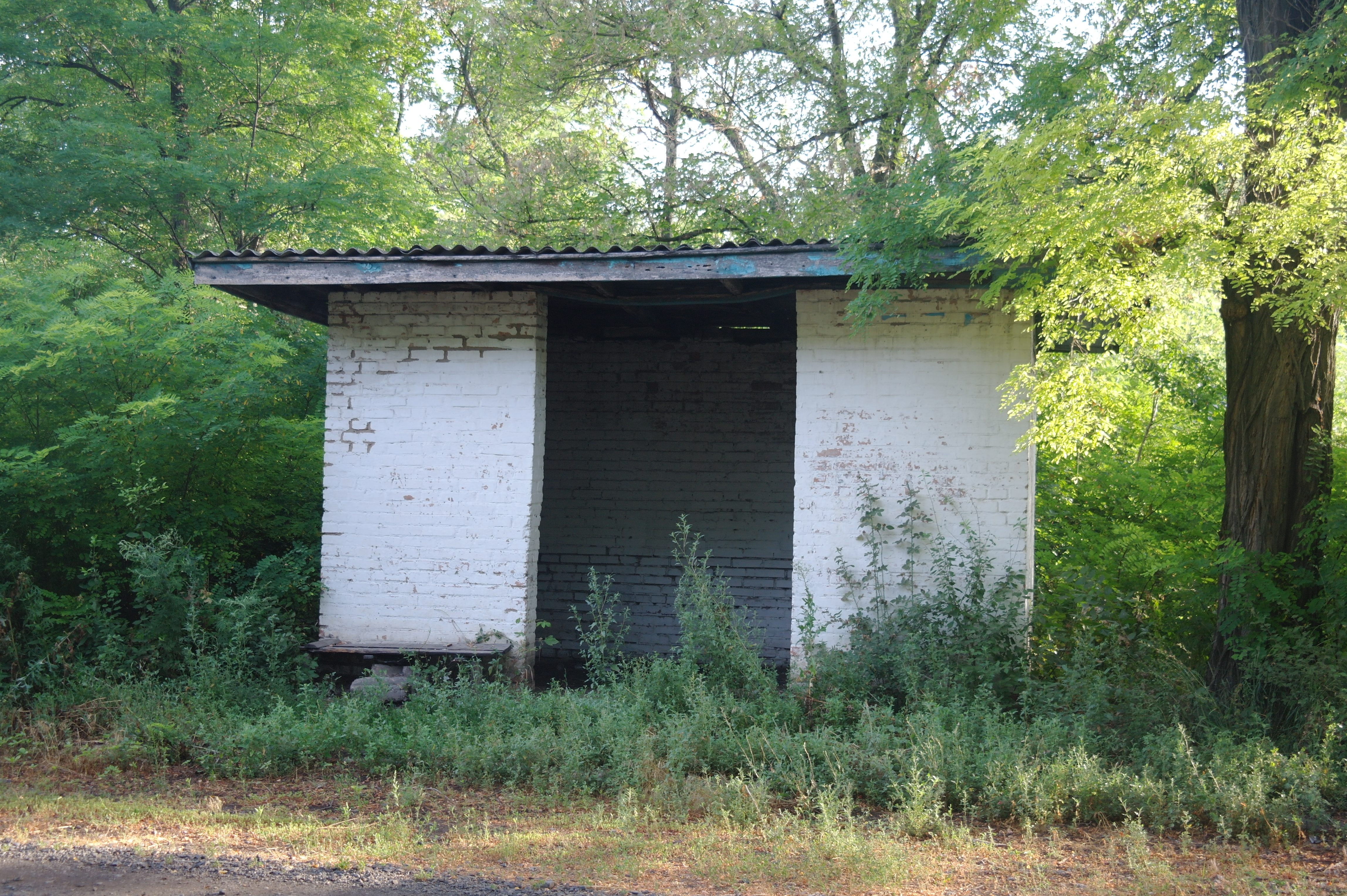
Зупинка